# 皮尼亚尔 (南大河州)
皮尼亚尔（葡萄牙語：Pinhal）是巴西南大河州的一个市镇。总面积68.217平方公里，总人口2362人，人口密度34.6人/平方公里。